# Enrique Montero Ruiz
Enrique Montero Ruiz (1904-1970) fue un músico nacido en Chiclana de la Frontera, director de la desaparecida academia (año 1961) y antigua Banda de Música Municipal de Chiclana de la Frontera. Es hijo de Dionisio Montero Hernández, hombre polifacético que entre otros oficios también fue director de la Banda de Chiclana a caballo entre el siglo XIX y el XX.
Enrique Montero compuso, entre otras obras, la marcha procesional Mater Dolorosa en el año 1928, dedicada a la Virgen de los Dolores de la Venerable Orden Tercera de Servitas (Hermandad de Jesús de Medinaceli), una de las imágenes con más devoción de la Semana Santa chiclanera. Esta marcha procesional es una de las más antiguas de todo el repertorio, grabada por primera vez por la Banda de Música Municipal Maestro Enrique Montero en el año 2004, en un CD dedicado principalmente a la recuperación de marchas procesionales históricas. La Banda de Música interpreta tradicionalmente esta marcha a la Virgen de los Dolores (V.O.T. de Servitas) a su paso por Carrera Oficial cada Miércoles Santo, durante la salida procesional de esta Hermandad.
El maestro Enrique Montero es padre del ya fallecido Dionisio Montero, impulsor de la cultura mediante la creación del Teatro Moderno de Chiclana de la Frontera, que vino a sustituir al antiguo Teatro García Gutiérrez, siendo también concejal de Cultura del Excelentísimo Ayuntamiento de Chiclana de la Frontera durante los últimos años de su vida y gran impulsor y uno de los fundadores del Ateneo Literario, Artístico y Científico de Chiclana, en febrero del año 2003, del que fue su primer presidente
Catálogo de su obra:
| Título                                    | Estilo                                    | Año  |
| Que soy muy flamenca yo                   | Rock & Roll flamenco                      | ?    |
| Fino Granero                              | Pasodoble                                 | 1924 |
| ¡Así se canta!                            | Pasodoble andaluz                         | 1940 |
| Pepín Jiménez                             | Pasodoble torero                          | 1954 |
| Emilio Oliva                              | Pasodoble torero                          | 1959 |
| Pepe Gallardo                             | Pasodoble torero                          | ?    |
| Lo mejor de mi pueblo                     | Pasodoble-Canción                         | 1934 |
| Vendimiadora                              | Pasodoble                                 |      |
| Fino Romero                               | Pasodoble                                 | 1924 |
| Los celos de un sultán/El visir enamorado | Opereta en 3 actos divididos en 5 cuadros | 1924 |
| Albaicín                                  | Pasodoble torero coreable                 | 1945 |
| Lunita cascabelera                        | Bulerías                                  | ?    |
| Flores de España traigo                   | Pasodoble-Canción                         | ?    |
| Dolores la salinera                       | Bulerías                                  | ?    |
| Guapa Gitana                              | Pasodoble-Canción                         | ?    |
| Mi rosa Linda                             | Canción                                   | ?    |
| Mi tarifeña                               | Fantasía Andaluza                         | ?    |
| Nocturno de amor                          | Bolero español                            | ?    |
| Andalucía Suspira                         | Pasodoble                                 | 1934 |
| El castigador                             | Schottisch                                | ?    |
| La entrada al dancing                     | Charlestón                                | ?    |
| ¡Vuelve, vuelve...!                       | Tango                                     | ?    |
| Mater Dolorosa                            | Marcha fúnebre                            | 1928 |
| ¡El señor del perdón!                     | Marcha fúnebre                            | 1928 |
| Lo mejor de mi pueblo                     | Pasodoble-Canción                         | 1934 |
| Lo mejor de mi pueblo                     | Revista en 3 partes                       | 1934 |
| ¡Así se canta!                            | Pasodoble andaluz                         | 1940 |
| Misa Solmene en Re mayor                  | Misa                                      | 1953 |
| Jesús cautivo y rescatado                 | Marcha fúnebre                            | 1961 |
| Vendimiadora                              | Pasodoble                                 | ?    |
| Sirena de verde mar                       | Canción                                   | ?    |
| Es de Ronda                               | Pasodoble torero                          | ?    |
| Almas silenciosas                         | Bolero                                    | ?    |
| Alcalde M. Pinillo                        | Pasodoble                                 | ?    |
| Himno couplet a la Cruz Roja Española     | Himno                                     | ?    |
| Camino de Nazaret                         | Marcha fúnebre                            | ?    |
| El conflicto Europeo                      | Tango                                     | ?    |
| El chiriviguariá                          | Polca                                     | ?    |
| Paquiro                                   | Pasodoble torero                          | 1951 |